# Maren Lundbyová
Maren Olstad Lundbyová (* 7. září 1994 Gjøvik) je norská reprezentantka ve skocích na lyžích. Závodí od roku 2007, její osobní rekord je 140 metrů. Získala bronzovou medaili v individuálním závodě na mistrovství světa juniorů v klasickém lyžování 2014. Na mistrovství světa v klasickém lyžování 2015 skončila v soutěži smíšených družstev na druhém místě. V roce 2017 obsadila druhé místo v seriálu Lillehammer Triple, ženském protějšku Turné čtyř můstků. Je olympijskou vítězkou z roku 2018, když porazila druhou Němku Katharinu Althausovou o 12 bodů. Vyhrála 13 závodů Světového poháru, v celkovém pořadí byla třetí v sezóně 2016/17 a první v sezóně 2017/18. 

## Výsledky

### Olympijské hry
- 2014: 8. místo
- 2018: 1. místo

### Mistrovství světa
- 2009: 22. místo
- 2011: 11. místo
- 2013: 25. místo (jednotlivci), 4. místo (družstva)
- 2015: 15. místo (jednotlivci), 2. místo (družstva)
- 2017: 4. místo (jednotlivci), 5. místo (družstva)